# Maksymilian Berezowski
Maksymilian Berezowski (sinh ngày 14 tháng 5 năm 1923 tại Vilnius  - mất ngày 30 tháng 7 năm 2001 tại Sopot) là một tác giả, nhà báo và học giả uyên bác người Ba Lan.

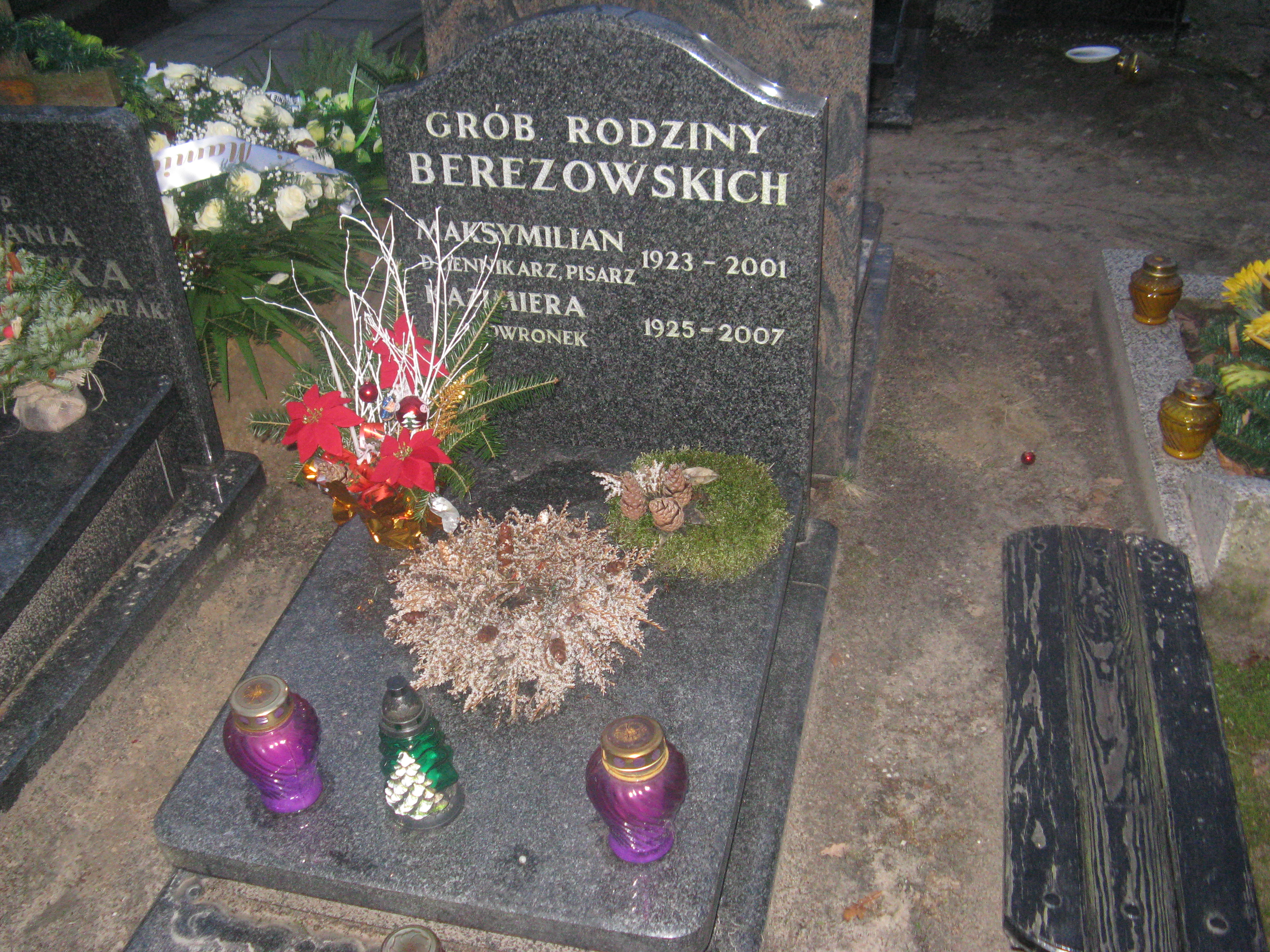
Mộ của Maksymilian Berezowski ở Nghĩa trang quân đội Powązki

Berezowski theo học tại Học viện Quân sự Frunze ở Moskva và sau đó giữ cấp bậc Thiếu tá trong Lực lượng Vũ trang Ba Lan.
Berezowski là tác giả của nhiều cuốn sách được nhiều người đọc và biết đến. Ông là một nhà báo nổi tiếng và được kính trọng, chuyên viết về quan hệ quốc tế và chính trị. Berezowski từng là phóng viên của tờ báo Trybuna Ludu và Cơ quan Báo chí Ba Lan (PAP). Để phục vụ công việc này, ông sống tại London từ năm 1963 đến năm 1965 và ở Hoa Kỳ trong chín năm. Năm 1971, ông được Sở Ngoại giao tài trợ đến Canada với tư cách là một nhà báo khách mời. Berezowski cũng là một nhà bình luận đài phát thanh và truyền hình. Ông được nhận học bổng IREX tại Trung tâm Nghiên cứu Quốc tế trực thuộc Đại học Princeton trong hai năm 1977–1978 nhờ bài viết Vai trò của đạo đức trong việc thực hiện chính sách đối ngoại của Hoa Kỳ.'

## Sách tiêu biểu
- Tysiąc i druga noc (One thousand and two nights) (1958)
- Lordowie i heretycy (Lords and Heretics) Książka i Wiedza (1966)
- Ułani i buchalterzy, czyli gwarancje dla Polski Ksiazka i Wiedza (1967)
- Wyspa dźentelmenów: dziennik korespondenta londyńskiego (Island of Gentlemen: Diary of a London Correspondent) Czytelnik (1968)
- Śmierć senatora (Death of a Senator) Czytelnik (1972)
- Kariera Richarda Nixona (The Career of Richard Nixon) Książka i Wiedza (1976)
- Trzy Kobiety I Prezydent (Three Women and a President) Wydaw. Min. Obrony Narodowej (1976)
- Bóg kocha Amerykę (God Loves America) Ksiazka i Wiedza (1978)
- Moralitet z amerykańskim aniołem (Morality play with an American Angel) Ksiazka i Wiedza (1981)
- Czas Reagana (The Time of Reagan) Ksiazka i Wiedza (1982) ISBN 83-05-11151-2
- Koniecznie skandal (Necessarily Scandal) (1982) ISBN 978-83-05-11116-4
- Ameryka pięknych snów (America of Beautiful Dreams) Ksiazka i Wiedza (1989) ISBN 978-83-05-12220-7
- Koniec epoki: wywiady Maksymiliana Berezowskiego (End of Epoch: Maksymilian Berezowski's Interviews) (1991) ISBN 978-83-85299-10-3 (Six major party figures, including [[Wojciech Jaruzelski|Jaruzelski))[6]
- Ostatni imperator: cesarz, który był bogiem (Last Emperor: Caesar who was God) Instytut Prasy i Wydawnictw "Novum" (1991) ISBN 978-83-85299-01-1
- Seks, łzy i polityka (Sex, tears, and politics) (1992) Polska Oficyna Wydawnicza "BGW" ISBN 978-83-7066-450-3
- Ameryka: nowy leksykon (America: a New Lexicon) Wydawn. "atla 2" (1998) ISBN 978-83-86882-21-2
- Krótka encyklopedia USA (Short encyclopedia of the USA) Dom Wydawniczy Elipsa (2001) ISBN 978-83-7151-427-2